# Jean-Pierre Frisch
Jean-Pierre Frisch (Esch-sur-Alzette, 7 maggio 1908 – Esch-sur-Alzette, 4 agosto 1995) è stato un calciatore lussemburghese, di ruolo centrocampista.

## Carriera

### Club
Ha sempre giocato nel campionato lussemburghese.

### Nazionale
Ha rappresentato la Nazionale del suo paese alle Olimpiadi del 1936.